# Horná Streda
Horná Streda (bis 1927 slowakisch „Streda“, bis 1948 „Horná Streda nad Váhom“; ungarisch Felsőszerdahely – bis 1907 Vágszerdahely) ist eine Gemeinde in der Westslowakei. Sie liegt im nördlichen Donauhügelland am Fluss Waag, 8 km von Piešťany und 13 km von Nové Mesto nad Váhom entfernt.

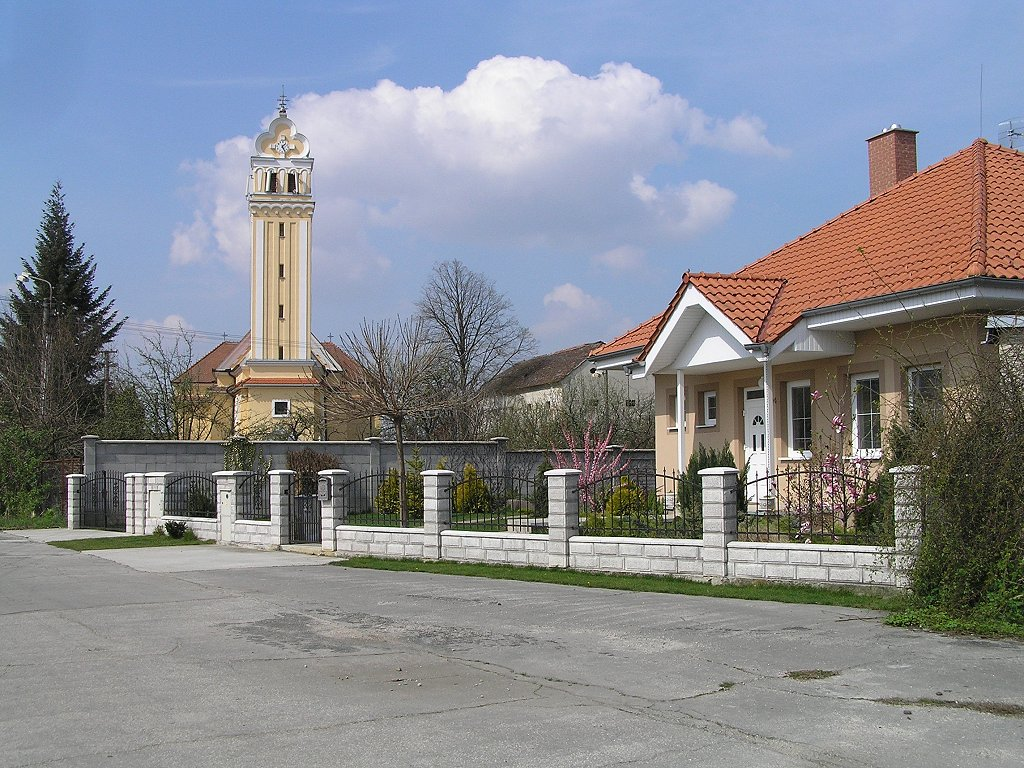
Blick auf die Kirche

Der Ort wurde 1263 erstmals schriftlich erwähnt. 
Er besitzt eine Haltestelle an der Bahnstrecke Bratislava–Žilina sowie eine Ausfahrt der Autobahn D1.

## Bevölkerung
| Jahr                | 1994 | 2004    | 2014    | 2024    |
| ------------------- | ---- | ------- | ------- | ------- |
| Anzahl der Personen | 1328 | 1264    | 1350    | 1420    |
| Unterschied         |      | −4,81 % | +6,80 % | +5,18 % |

| Jahr                | 2023 | 2024    |
| ------------------- | ---- | ------- |
| Anzahl der Personen | 1415 | 1420    |
| Unterschied         |      | +0,35 % |